# Flick of the Switch
Flick of the Switch é o nono álbum de estúdio da banda AC/DC, lançado em 15 de agosto de 1983.
Lançado após a saída do baterista Phil Rudd, embora este tenha completado as partes de bateria, as quais foram usadas no álbum, é considerado mais fraco musicalmente que os dois anteriores. Entretanto, Flick of the Switch alcançou o 4º lugar na parada de álbuns do Reino Unido, e a banda obteve sucesso com os singles "Guns For Hire" , "Nervous Shakedown" e "Flick of the Switch", sendo que as músicas "Bedlam In Belgium" "This House Is On Fire" também fizeram um ótimo Sucesso comercial e musical.

## Faixas
Todas as músicas por Angus Young, Malcolm Young e Brian Johnson.
1. "Rising Power" – 3:45
2. "This House Is on Fire" – 3:25
3. "Flick of the Switch" – 3:15
4. "Nervous Shakedown" – 4:29
5. "Landslide" – 3:59
6. "Guns for Hire" – 3:26
7. "Deep in the Hole" – 3:21
8. "Bedlam in Belgium" – 3:54
9. "Badlands" – 3:40
10. "Brain Shake" – 4:09

## Paradas musicais
| País/Parada (1983)                    | Melhor posição |
| ------------------------------------- | -------------- |
| Austrália (ARIA)                      | 3              |
| Áustria (Ö3 Austria Top 40)           | 9              |
| Países Baixos (Dutch Charts)          | 10             |
| Alemanha (Offizielle Deutsche Charts) | 6              |
| Nova Zelândia (RMNZ)                  | 8              |
| Noruega (VG-lista)                    | 4              |
| Suíça (Schweizer Hitparade)           | 28             |
| Suécia (Sverigetopplistan)            | 8              |
| Reino Unido (UK Albums Chart)         | 4              |
| Estados Unidos (Billboard 200)        | 15             |

## Créditos
- Brian Johnson - Vocal
- Angus Young - Guitarra
- Malcolm Young - Guitarra rítmica, vocal de apoio
- Cliff Williams - Baixo, vocal de apoio
- Phil Rudd - Bateria